# Peter Leismüller
Peter Leismüller (Innsbruck, 13 de abril de 1968) es un deportista austríaco que compitió en bobsleigh. Ganó una medalla de plata en el Campeonato Europeo de Bobsleigh de 1998, en la prueba cuádruple.

## Palmarés internacional
| Campeonato Europeo | Campeonato Europeo | Campeonato Europeo | Campeonato Europeo |
| Año                | Lugar              | Medalla            | Prueba             |
| ------------------ | ------------------ | ------------------ | ------------------ |
| 1998               | Igls (Austria)     | Medalla de plata   | Cuádruple          |